# 谷口幸治
谷口 幸治（たにぐち こうじ、1944年（昭和19年）12月1日 - 2012年（平成24年）2月6日）は、日本の政治家、愛知県尾張旭市長（3期）。

## 来歴
愛知県東春日井郡旭村(旭町を経て、現尾張旭市)に生まれる。1969年、愛知学院大学歯学部卒業。歯科医院を開業し、尾張旭市教育委員長、同市歯科医師会長などを歴任する。2001年、尾張旭市長選挙に立候補し初当選する。2005年に無投票で再選。2009年に3人による選挙戦を制し、三選した。市長を3期務めたが、2012年に体調を崩し、これ以上市長の職を続けることは困難として退職届を出したが、その直後に膵臓がんで死去した。